# Muro de Aguas
Muro de Aguas is een gemeente in de Spaanse provincie en regio La Rioja met een oppervlakte van 30,90 km². Muro de Aguas telt 51 inwoners (1 januari 2016).

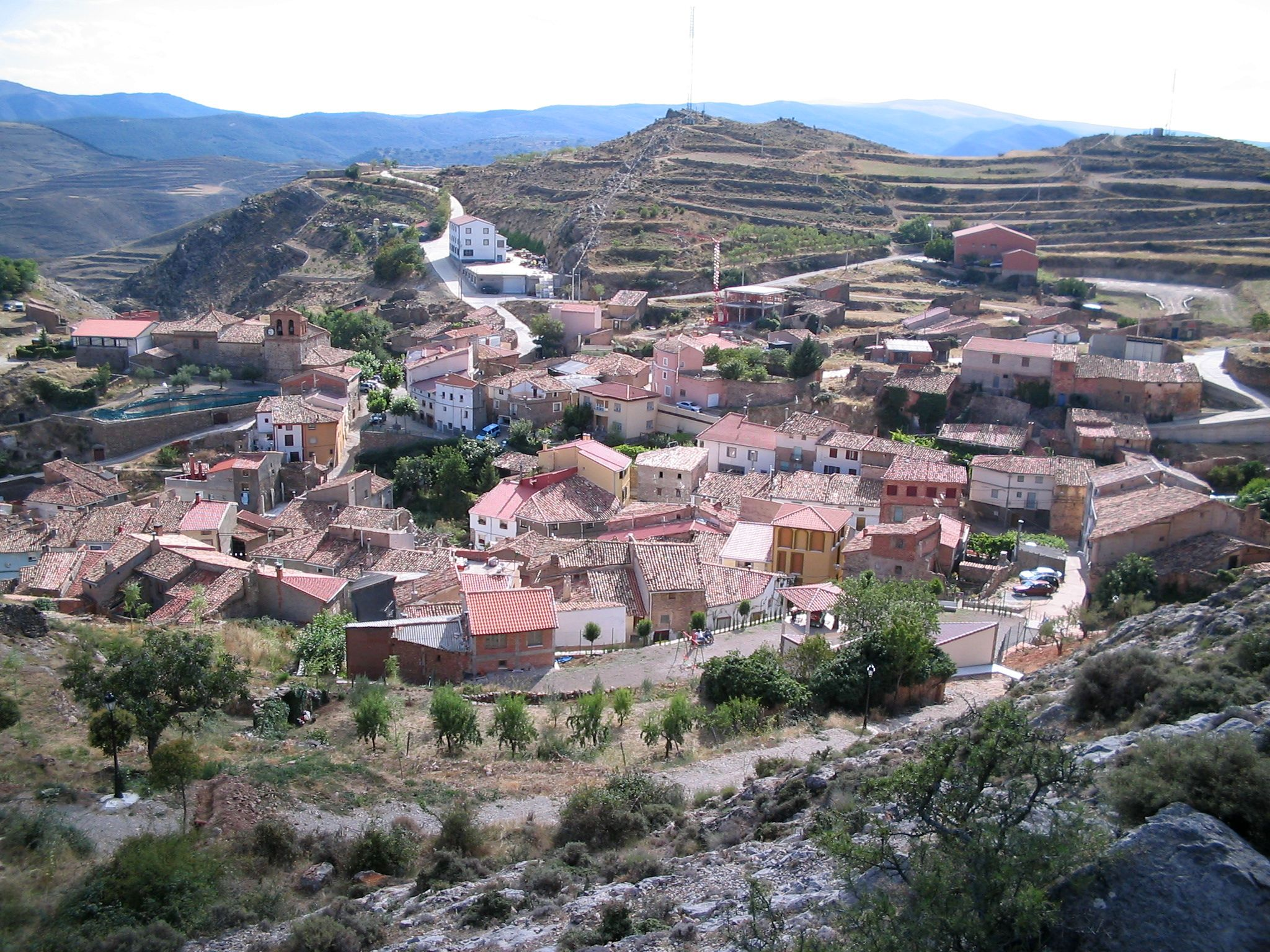
Muro de Aguas
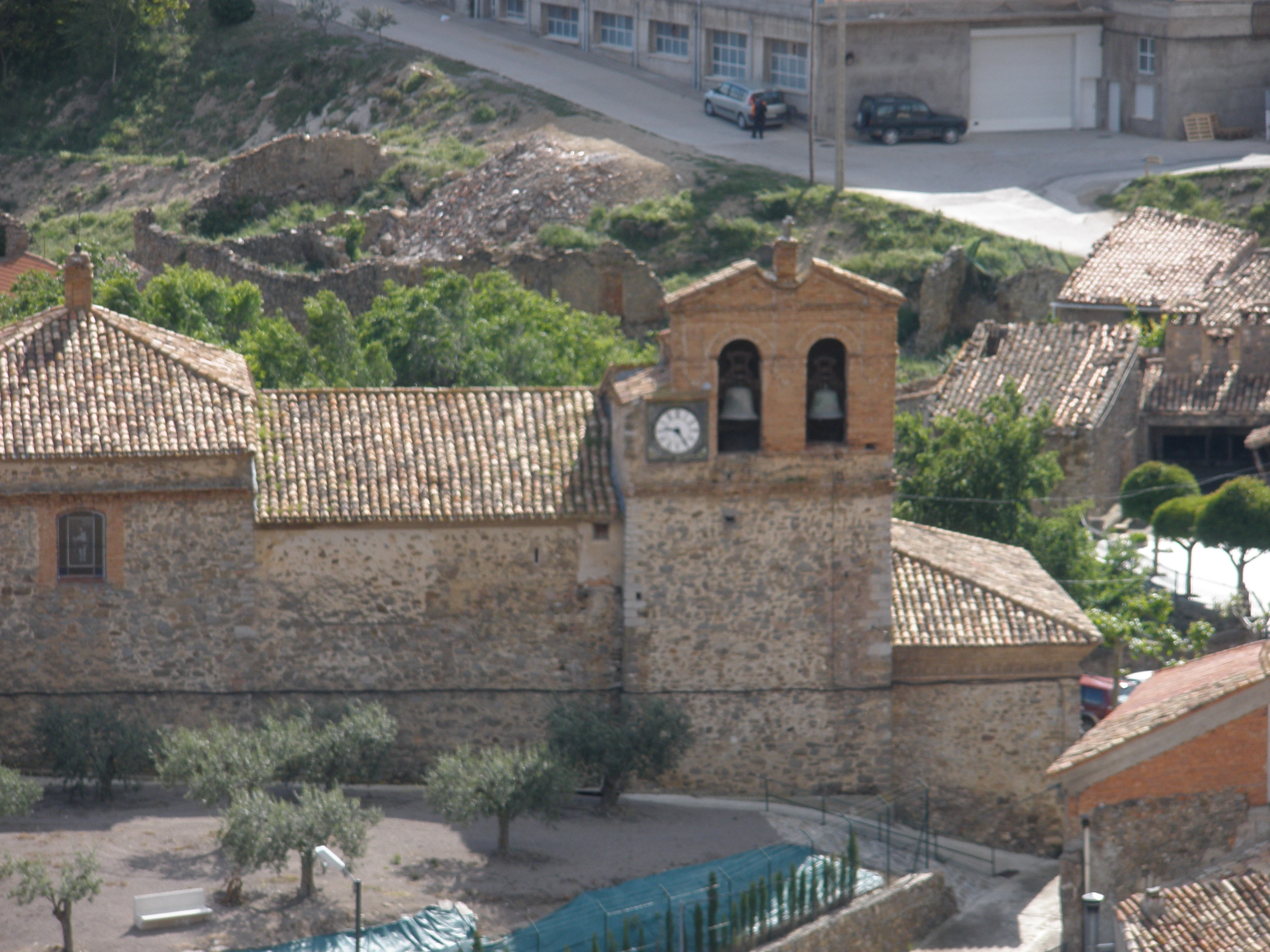
Kerk in Muro de Aguas

## Demografische ontwikkeling
Bron: INE, 1857-2011: volkstellingen